# Holtkoppelgraben
Der Holtkoppelgraben ist ein ca. 600 Meter langer Graben in Hamburg-Langenhorn am Hamburger Flughafen.
Er entspringt an der Straße Holtkoppel bei der Straße Rüümk. Er verläuft als Straßengraben zunächst südlich, ab der Straße Wrangelkoppel nördlich der Straße Holtkoppel. Kurz nach der Straße Westerrode mündet er in ein Rückhaltebecken, welches unterirdisch an den Raakmoorgraben angeschlossen ist.